# Campionato africano femminile di pallamano
Il Campionato africano femminile di pallamano è la principale competizione africana di pallamano femminile e si svolge ogni due anni. È valido anche come torneo di qualificazione per i Giochi olimpici e per il campionato mondiale.

## Albo d'oro
| Anno          | Ospitante         |                   | Finale        | Finale            | Finale            |               | Finale terzo e quarto posto | Finale terzo e quarto posto | Finale terzo e quarto posto |
| Anno          | Ospitante         | Vincitore         | Risultato     | 2º posto          | 3º posto          | Risultato     | 4º posto                    |                             |                             |
| 1974 Dettagli | Tunisia           | Tunisia           | girone finale | Senegal           | Egitto            | girone finale | Uganda                      |                             |                             |
| 1976 Dettagli | Algeria           | Tunisia           |               | Congo-Brazzaville | Algeria           |               | Senegal                     |                             |                             |
| 1979 Dettagli | Congo-Brazzaville | Congo-Brazzaville | 21 - 17       | Camerun           | Algeria           | 19 - 12       | Costa d'Avorio              |                             |                             |
| 1981 Dettagli | Tunisia           | Congo-Brazzaville | 11 - 10       | Tunisia           | Nigeria           |               | Costa d'Avorio              |                             |                             |
| 1983 Dettagli | Egitto            | Algeria           |               | Congo-Brazzaville | Tunisia           |               | Egitto                      |                             |                             |
| 1985 Dettagli | Tunisia           | Congo-Brazzaville |               | Nigeria           | Camerun           |               | Costa d'Avorio              |                             |                             |
| 1987 Dettagli | Marocco           | Costa d'Avorio    |               | Camerun           | Congo-Brazzaville |               | Tunisia                     |                             |                             |
| 1989 Dettagli | Algeria           | Angola            |               | Costa d'Avorio    | Congo-Brazzaville |               | Nigeria                     |                             |                             |
| 1991 Dettagli | Egitto            | Nigeria           |               | Angola            | Rep. del Congo    |               | Algeria                     |                             |                             |
| 1992 Dettagli | Costa d'Avorio    | Angola            |               | Rep. del Congo    | Costa d'Avorio    |               | Nigeria                     |                             |                             |
| 1994 Dettagli | Tunisia           | Angola            |               | Costa d'Avorio    | Algeria           |               | Rep. del Congo              |                             |                             |
| 1996 Dettagli | Benin             | Costa d'Avorio    | 35 - 19       | Algeria           | Angola            | 24 - 21       | Rep. del Congo              |                             |                             |
| 1998 Dettagli | Sudafrica         | Angola            |               | Rep. del Congo    | Costa d'Avorio    |               | Camerun                     |                             |                             |
| 2000 Dettagli | Algeria           | Angola            | 30 - 21       | Rep. del Congo    | Tunisia           | 34 - 33       | Camerun                     |                             |                             |
| 2002 Dettagli | Marocco           | Angola            | 30 - 21       | Costa d'Avorio    | Tunisia           | 31 - 20       | Algeria                     |                             |                             |
| 2004 Dettagli | Egitto            | Angola            | 31 - 20       | Camerun           | Costa d'Avorio    | 24 - 22       | Tunisia                     |                             |                             |
| 2006 Dettagli | Tunisia           | Angola            | 32 - 30       | Tunisia           | Rep. del Congo    | 22 - 15       | Costa d'Avorio              |                             |                             |
| 2008 Dettagli | Angola            | Angola            | 39 - 27       | Costa d'Avorio    | Rep. del Congo    | 30 - 25       | Tunisia                     |                             |                             |
| 2010 Dettagli | Egitto            | Angola            | 31 - 30       | Tunisia           | Costa d'Avorio    | 32 - 28       | Algeria                     |                             |                             |
| 2012 Dettagli | Marocco           | Angola            | 26 - 24       | Tunisia           | RD del Congo      | 33 - 24       | Algeria                     |                             |                             |
| 2014 Dettagli | Algeria           | Tunisia           | 23 - 20       | RD del Congo      | Angola            | 30 - 22       | Algeria                     |                             |                             |
| 2016 Dettagli | Angola            | Angola            | 36 - 17       | Tunisia           | Camerun           | [ 1 ]         | Rep. del Congo              |                             |                             |
| 2018 Dettagli | Rep. del Congo    | Angola            | 19 - 14       | Senegal           | RD del Congo      | 33 - 22       | Camerun                     |                             |                             |
| 2021 Dettagli | Camerun           | Angola            | 25–15         | Camerun           | Tunisia           | 22–17         | Rep. del Congo              |                             |                             |
| 2022 Dettagli | Senegal           | Angola            | 29–19         | Camerun           | Rep. del Congo    | 20–19         | Senegal                     |                             |                             |
| 2024 Dettagli | RD del Congo      | Angola            | 27–18         | Senegal           | Tunisia           | 25–22         | Egitto                      |                             |                             |

## Medagliere
| Pos. | Paese          | Oro | Argento | Bronzo | Totale |
| ---- | -------------- | --- | ------- | ------ | ------ |
| 1    | Angola         | 16  | 1       | 2      | 19     |
| 2    | Rep. del Congo | 4   | 4       | 6      | 14     |
| 3    | Tunisia        | 3   | 5       | 4      | 12     |
| 4    | Costa d'Avorio | 2   | 5       | 4      | 11     |
| 5    | Nigeria        | 1   | 1       | 1      | 3      |
| 6    | Camerun        | 0   | 5       | 3      | 8      |
| 7    | Senegal        | 0   | 3       | 0      | 3      |
| 8    | Algeria        | 0   | 1       | 3      | 4      |
| 9    | RD del Congo   | 0   | 1       | 2      | 3      |
| 10   | Egitto         | 0   | 0       | 1      | 1      |